# Sajóudvarhely község
Sajóudvarhely község (románul: Comuna Șieu-Odorhei) község Beszterce-Naszód megyében, Romániában. Központja Sajóudvarhely, beosztott falvai Alsóegres, Bethlenkeresztúr, Felsőegres, Magyarberéte, Sajókiskeresztúr, Sajósárvár.

## Népessége
A 2011-es népszámlálás adatai alapján a község népessége 2262 fő volt.